# Hans Rose
Hans Rose (Charlottenburg, 18 aprile 1885 – Essen, 6 dicembre 1969) è stato un ufficiale tedesco, tra i migliori assi degli U-boot della Kaiserliche Marine nel corso della prima guerra mondiale.
Durante la guerra affondò 79 navi per un totale di 213 987 tonnellate di stazza lorda, classificandosi come il quinto miglior comandante di U-Boot della storia.

## Biografia

### Primi anni di vita
Hans Rose nacque nel quartiere berlinese di Charlottenburg il 18 aprile 1885. Dopo aver frequentato il liceo ginnasio Kaiserin-Augusta situato nel proprio quartiere, il primo aprile 1903 si unì alla Kaiserliche Marine come guardiamarina. Come guardiamarina prestò servizio sulla SMS Stein, in seguito prestò servizio sulla SMS Hessen, diventando tenente nel 1906. Successivamente prestò servizio sulla nave scuola SMS Freya e sulla pre-dreadnought SMS Wettin. Il 15 luglio 1908 fu promosso al grado di Oberleutnant (primo tenente). Dopo essere stato per un breve periodo istruttore sulla SMS Württemberg, dal 1912 al 1913 fu primo ufficiale sulla SMS Loreley, di stanza a Costantinopoli. Dal maggio 1913 all'estate del 1914 Rose fu comandante di torpediniere e all'inizio della prima guerra mondiale fu promosso al grado di Kapitänleutnant (tenente capitano). Nel 1915 divenne comandante dell'U-2. Nel 1916, dopo aver lavorato brevemente come insegnante presso la scuola sottomarina, il 22 aprile prese il comando dell'U-53.

### Prima guerra mondiale

#### Viaggio verso le coste statunitensi
Nel settembre del 1916 Rose partì verso le coste americane, per dimostrare la capacità dei sottomarini tedeschi di condurre una guerra commerciale sottomarina vicino alla costa americana. L'U-53 arrivò a Newport, nel Rhode Island, con sorpresa delle autorità americane, il 7 ottobre dello stesso anno. Dopo aver attraccato invitò gli ufficiali della marina americana e le loro mogli a bordo del sottomarino. Rose e il suo equipaggio lasciarono Newport due ore e mezza dopo l'attracco per evitare di eseguire una quarantena. Durante la breve permanenza negli Stati Uniti, venne consegnato un messaggio all'ambasciatore tedesco. Successivamente l'U-53 procedette al largo verso la nave faro Nantucket, dove nel giro di 17 ore affondò cinque navi con una stazza totale di 20388 tsl. In risposta alle segnalazioni della nave faro Nantucket sui primi affondamenti, diciassette cacciatorpediniere americani furono inviati nella zona del mare per cercare i sopravvissuti. L'U-53 dovette manovrare con grande cautela nello spazio ristretto del mare. Usando il codice morse, Rose chiese a un cacciatorpediniere che si trovava nelle immediate vicinanze del piroscafo olandese Blommersdyk, una delle cinque navi affondate quel giorno, di allontanarsi leggermente in modo che il Blommersdyk potesse essere affondato. Il comandante americano si attenne immediatamente alla richiesta di Rose.
Questa operazione portò il Reich tedesco sull’orlo della guerra con gli Stati Uniti sei mesi prima che essi entrassero ufficialmente in guerra. L'ambasciatore tedesco a Washington, Johann Heinrich Graf von Bernstorff, fu seriamente informato dal presidente Woodrow Wilson in una conversazione personale che l'affondamento di navi neutrali al largo delle coste americane era inaccettabile e che un simile evento non avrebbe dovuto ripetersi.

#### Ultimi anni di guerra
L'11 marzo 1917, Rose silurò e affondò il transatlantico battente bandiera italiana di proprietà della Cunard Line, il Folia, da 6.560 tonnellate al largo di Ram Head, Ardmore nella contea di Waterford, sulla costa irlandese.
Il 6 dicembre dello stesso anno, l'U-53 affondò il primo cacciatorpediniere perduto dagli Stati Uniti durante la prima guerra mondiale, Lo USS Jacob Jones. Rose realizzò il lancio più lungo della prima guerra mondiale, il siluro prese il cacciatorpediniere da una distanza di 2 700 metri. 38 membri dell'equipaggio riuscirono a fuggire sulle scialuppe mentre gli altri 64 affondarono con la nave. Rose trasmise le coordinate dei sopravvissuti alla base navale britannico-americana di Queenstown. Nella notte tra il 6 e il 7 dicembre 1917, le navi britanniche riuscirono a caricare i membri dell'equipaggio della Jacob Jones.
Il 7 agosto 1918 Rose lasciò i comandi dell'U-53, subentrandogli il comandante Otto von Schrader. Il giorno seguente divenne ufficiale di stato maggiore dell'ammiraglio nello staff del comandante dei sottomarini.

### Tra le due guerre
In seguito all'armistizio di Compiègne, Hans Rose fu nominato capo della 2ª mezza flotta di sottomarini per occuparsi degli affari fino al 28 dicembre 1918. Il 5 febbraio 1919 Rose fu messo a disposizione della stazione navale del Mare del Nord fino al congedo dal servizio, avvenuto il 24 novembre 1919, ricevendo il grado di Korvettenkapitän (Capitano di corvetta).
Durante l'occupazione della Ruhr nel 1923, Rose fu brevemente catturato dalle truppe d'occupazione belga-francesi.
Dopo la guerra visse a Essen e fino al 1937 lavorò come direttore di reparto presso la fabbrica chimica Th. Goldschmidt AG.

### Seconda guerra mondiale
Prima dello scoppio della seconda guerra mondiale, il capitano di corvetta Hans Rose fu messo a disposizione della Kriegsmarine il 24 maggio 1939, ma non entrò mai in servizio attivo. Il 27 agosto 1939, in onore del cosiddetto Tannenberg Day, ricevette il titolo di Fregattenkapitän (Capitano di fregata). Alla fine del mese di ottobre fu trasferito allo staff del comandante degli U-Boot. Dal 1 febbraio al 30 aprile 1940 Rose prestò servizio come comandante della 1ª divisione di addestramento sottomarini a Plön. Successivamente fu nominato Capo di Stato Maggiore dell'Ammiraglio costa settentrionale norvegese. Dal 1 luglio 1940 Rose fu comandante della difesa navale di Drontheim e il 1 luglio 1942 fu promosso al grado di Kapitän zur See (Capitano di vascello). Il 7 maggio 1943 fu messo a disposizione della stazione navale nel Mar Baltico. Il 31 luglio dello stesso anno, il capitano di vascello Hans Rose venne ufficialmente messo in congedo, e il suo incarico di primo ufficiale fu definitivamente revocato.